# Aclastus
Aclastus é um gênero de insetos himenópteros pertencente à família Ichneumonidae.

## Lista de espécies
- Aclastus alacris
- Aclastus borealis
- Aclastus etorofuensis
- Aclastus eugracilis
- Aclastus flagellatus
- Aclastus flavipes
- Aclastus glabriventris
- Aclastus gracilis
- Aclastus karlukensis
- Aclastus longicauda
- Aclastus macrops
- Aclastus micator
- Aclastus minutus
- Aclastus nigritus
- Aclastus pilosus
- Aclastus rufipes
- Aclastus solitudinum
- Aclastus solutus
- Aclastus transversalis